# Gouvernement Wilson III
Royaume-Uni
Heath Wilson IV
Le gouvernement Wilson (3) (en anglais : Third Wilson Ministry) est le 82e gouvernement du Royaume-Uni entre le 4 mars et 10 octobre 1974, sous la 46e législature du Parlement.
Il est dirigé par le travailliste Harold Wilson, vainqueur à la majorité relative des élections anticipées de février 1974. Il succède au gouvernement du conservateur Edward Heath et cède le pouvoir au gouvernement Wilson IV après que le Parti travailliste a remporté la majorité absolue aux élections anticipées d'octobre 1974.

## Historique
Ce gouvernement est dirigé par l'ancien Premier ministre travailliste Harold Wilson. Il est constitué par le Parti travailliste, qui dispose de 301 députés sur 635, soit 47,4 % des sièges de la Chambre des communes.
Il est formé à la suite des élections générales anticipées du 28 février 1974.
Il succède donc au gouvernement d'Edward Heath, constitué et soutenu par le Parti conservateur.

### Formation
Au cours du scrutin, le Parti conservateur au pouvoir depuis 1970 remporte le plus grand nombre de voix avec 37,9 % des suffrages exprimés, mais le Parti travailliste obtient la majorité relative en sièges, obtenant quatre députés de plus que la formation alors au gouvernement. Après qu'Edward Heath a échoué à convaincre le dirigeant du Parti libéral Jeremy Thorpe de former une coalition, la reine Élisabeth II confie au chef de l'opposition Harold Wilson le soin de former un gouvernement minoritaire. Ce dernier présente son équipe dès le lendemain.

### Succession
En raison de l'instabilité gouvernementale, de nouvelles élections sont rapidement convoquées : le 20 septembre, la souveraine accède à la demande du Premier ministre et dissout la Chambre, convoquant les électeurs le 10 octobre suivant. Le Parti travailliste y remporte une très courte majorité absolue, permettant à Harold Wilson de constituer son quatrième et dernier cabinet.

## Composition du cabinet
| Fonction                                                                 | Titulaire | Titulaire        | Parti        |
| ------------------------------------------------------------------------ | --------- | ---------------- | ------------ |
| Premier ministre Premier lord du Trésor Ministre de la Fonction publique |           | Harold Wilson    | Travailliste |
| Chancelier de l'Échiquier                                                |           | Denis Healey     | Travailliste |
| Lord grand chancelier                                                    |           | Elwyn Jones      | Travailliste |
| Lord président du Conseil Leader de la Chambre des communes              |           | Edward Short     | Travailliste |
| Lord du sceau privé Leader de la Chambre des lords                       |           | Malcolm Shepherd | Travailliste |
| Secrétaire d'État aux Affaires étrangères et du Commonwealth             |           | James Callaghan  | Travailliste |
| Secrétaire d'État à l'Intérieur                                          |           | Roy Jenkins      | Travailliste |
| Secrétaire d'État à la Défense                                           |           | Roy Mason        | Travailliste |
| Secrétaire d'État à l'Éducation et à la Science                          |           | Reg Prentice     | Travailliste |
| Secrétaire d'État à l'Emploi                                             |           | Michael Foot     | Travailliste |
| Secrétaire d'État à l'Énergie                                            |           | Eric Varley      | Travailliste |
| Secrétaire d'État à l'Environnement                                      |           | Anthony Crosland | Travailliste |
| Secrétaire d'État aux Services sociaux                                   |           | Barbara Castle   | Travailliste |
| Secrétaire d'État à l'Industrie                                          |           | Tony Benn        | Travailliste |
| Secrétaire d'État aux Prix et à la Protection des consommateurs          |           | Shirley Williams | Travailliste |
| Secrétaire d'État au Commerce                                            |           | Peter Shore      | Travailliste |
| Secrétaire d'État pour l'Écosse                                          |           | Willie Ross      | Travailliste |
| Secrétaire d'État pour le Pays de Galles                                 |           | John Morris      | Travailliste |
| Secrétaire d'État pour l'Irlande du Nord                                 |           | Merlyn Rees      | Travailliste |
| Chancelier du duché de Lancastre                                         |           | Harold Lever     | Travailliste |
| Secrétaire parlementaire du Trésor                                       |           | Bob Mellish      | Travailliste |
| Ministre de l'Agriculture, de la Pêche et de l'Alimentation              |           | Fred Peart       | Travailliste |
| Ministre d'État aux Collectivités locales et à la Planification          |           | John Silkin      | Travailliste |